# Strijbeek
Strijbeek is een dorp in de gemeente Alphen-Chaam, in de Nederlandse provincie Noord-Brabant. Op 1 januari 2023 had het dorp 335 inwoners (CBS). Strijbeek behoorde vroeger tot de gemeente Ginneken en Bavel en van 1942 tot en met 1996 bij de gemeente Nieuw-Ginneken.
De buurtschappen Grazen, Heerstaaien, Kerzel (deels) en Notsel vallen ook onder het dorp Strijbeek.

## Toponymie
De naam Strijbeek zou afkomstig kunnen zijn van Strijdbeek, ofwel een beek waarom gestreden werd. Strijbeek lag op de grens van de Baronie van Breda en het Land van Hoogstraten. De strijd zou dus om een grensconflict kunnen gaan, maar ook om watermolens, het onderhoud van de beek, enzovoort. Merkwaardig is dat de beek, waaraan Strijbeek haar naam te danken heeft, tegenwoordig als Strijbeekse Beek bekendstaat. Deze vormt tegenwoordig de grensrivier tussen Nederland en België.

## Geschiedenis
De omgeving van Strijbeek is sinds lang bewoond. In 1937 werd een urnenveld gevonden uit de Marnecultuur, die dateert van de 5e eeuw v.Chr. In 1979 werd een fraai bewerkte schaaf uit het middenpaleolithicum gevonden (30.000-10.000 v.Chr.).
Het huidige Strijbeek is waarschijnlijk in de 13e eeuw ontstaan als beekdalnederzetting. Hier kwam de Oude Bredase Baan uit op de verbindingsweg tussen Hoogstraten en Breda. Het dorp is, ondanks deze gunstige ligging, nooit écht tot ontwikkeling gekomen.
Op 2 januari 1814 vond hier de Slag bij Strijbeek plaats, tussen Napoleontische en Pruisische troepen. Deze culmineerde in de Slag bij Hoogstraten, op 11 januari van dat jaar.

## Bezienswaardigehden
- De Sint-Hubertuskapel aan de Strijbeekseweg 59A. Ze dateert in de huidige vorm van 1872.
- Een langgevelboerderij uit 1634, aan Grazenseweg 3 in de buurtschap Grazen. Op het erf een Vlaamse schuur, een dwarsdeelschuur en een bakhuis.
- Voormalige Marechaussee kazerne en woningen aan de Strijbeekseweg 47 in de buurtschap Heerstaaien.

Zie ook: 
- Lijst van rijksmonumenten in Strijbeek
- Lijst van gemeentelijke monumenten in Strijbeek

## Natuur en landschap
Ten oosten en noorden van Strijbreek ligt de Strijbeekse Heide, en in het zuidoosten, op Belgisch gebied, het landgoed Elsakker. De grens wordt gevormd door de Strijbeekse Beek die uitkomt in de Mark. De Mark stroomt ten westen van Strijbeek, in noordelijke richting.

## Sport
Op zondag 21 augustus 2022 liep de route van de derde etappe (van Breda naar Breda) van de Ronde van Spanje 2022 door Strijbeek.

## Bekende Strijbekenaren
- Shanne Braspennincx (18 mei 1991), Nederlandse baan- en wegwielrenster

## Nabijgelegen kernen
- Galder, Meersel-Dreef, Meerle, Chaam en Ulvenhout.

Hoofdplaats: Alphen      Dorpen: Bavel (deels) · Chaam · Galder · Strijbeek · Ulvenhout (deels) 

Buurtschappen: Alphen-Oosterwijk · Anneville · Balleman · Boshoven · Boslust · Couwelaar · Chaamdijk · Dassemus · Druisdijk · Geersbroek · Ginderdoor  · Grazen · Heerstaaien · Heikant · Het Sas · Hondseind · Houtgoor · Kalishoek · Kerzel · Klooster · Kwaalburg · Leg · Looneind · Meijsberg · Notsel · Rakens · Snijders-Chaam · Terover · Venweg · 't Zand 

Noord-Brabant: Steden en dorpen      Nederland: Provincies · Gemeenten